# Pseuderanthemum maculatum

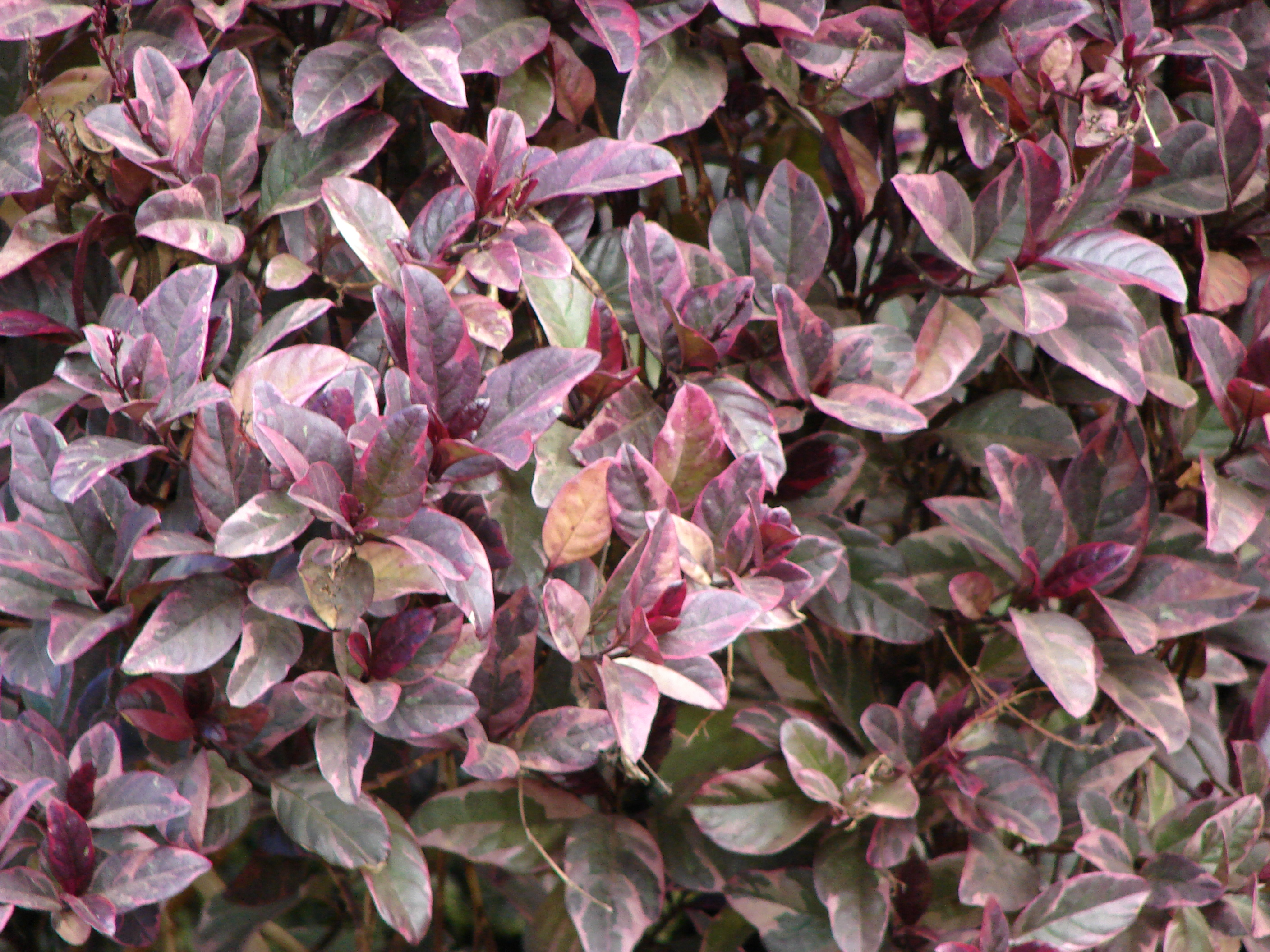
Kultywar o purpurowych liściach

Pseuderanthemum maculatum (G.Lodd.) I.M.Turner – gatunek roślin z rodziny akantowatych (Acanthaceae). Pochodzi z archipelagu wysp Nowe Hebrydy (państwo Vanuatu). Jest uprawiany w wielu krajach świata jako roślina ozdobna. W krajach o ciepłym klimacie (strefy mrozoodporności 9–11) jest uprawiany jako roślina ogrodowa, w Polsce ze względu na klimat jako roślina pokojowa.

## Morfologia
Krzew w swojej ojczyźnie osiągający wysokość i szerokość do 1 m. Liście eliptycznie-jajowate, ostro zakończone, ogonkowe, duże (długość do 15 cm) z dużymi biało-różowymi plamami w środkowej części blaszki. Istnieją kultywary mające liście stale wybarwione na purpurowo. Kwiaty białe z różowymi lub fioletowymi wybarwieniami, kielich zielony lub czerwony o długości ok. 8 mm. Owocem jest zgrubiała torebka z 4 nasionami.

## Uprawa
Jego głównymi walorami ozdobnymi są metalicznie błyszczące i silnie wybarwione liście. Kwiaty tej rośliny także są  ładne, ale w Polsce w uprawie pokojowej kwitnie bardzo rzadko. Wymaga próchnicznej, przepuszczalnej gleby i półcienistego stanowiska. Ilość światła ma decydujące znaczenie dla wybarwienia liści. Przy zbyt słabym świetle zanikają barwne plamy na liściach, przy zbyt silnym liście wybarwiają się silnie, ale roślina przestaje rosnąć. Ziemia w doniczce nie może przeschnąć, gdyż powoduje to obumarcie rośliny. Zimą konieczne jest spryskiwanie. Zalecane jest przycinanie pędu głównego, aby rośliny rozkrzewiały się. Nawozi się nawozami wieloskładnikowymi z dużą ilością potasu. Jednak po kilku latach uprawy roślina staje się nieładna, z tego względu zaleca się odnawianie jej co kilka lat. Rozmnaża się łatwo z sadzonek pędowych lub wierzchołkowych, ale ukorzeniać je trzeba w wysokiej temperaturze (25–28 °C). Bywa atakowany przez przędziorki, mączlika szklarniowego, wełnowce.